# Heraclia minchini
Heraclia minchini là một loài bướm đêm trong họ Noctuidae.